# Internationale Filmfestspiele Berlin 1993
Die 43. Internationalen Filmfestspiele Berlin fanden vom 11. Februar bis zum 22. Februar 1993 statt.

## Wettbewerb
Im offiziellen Wettbewerb wurden in diesem Jahr folgende Filme gezeigt:
| Filmtitel                               | Regisseur           | Produktionsland                         | Darsteller (Auswahl)                                 |
| Arizona Dream                           | Emir Kusturica      | USA, Frankreich                         | Johnny Depp, Jerry Lewis, Faye Dunaway, Lili Taylor  |
| Belle Epoque                            | Fernando Trueba     | Spanien, Portugal, Frankreich           | Penélope Cruz, Fernando Fernán Gómez, Michel Galabru |
| Der Betrogene                           | Frans Weisz         | Niederlande                             | Renée Soutendijk                                     |
| Die Denunziantin                        | Thomas Mitscherlich | Deutschland                             | Katharina Thalbach                                   |
| Diario di un vizio                      | Marco Ferreri       | Italien                                 |                                                      |
| Das Ehebett                             | Mircea Daneliuc     | Rumänien                                |                                                      |
| Die Frauen vom See der duftenden Seelen | Xie Fei             | China                                   |                                                      |
| Das Hochzeitsbankett                    | Ang Lee             | USA, Taiwan                             |                                                      |
| Hoppá                                   | Gyula Maár          | Ungarn                                  |                                                      |
| Jimmy Hoffa                             | Danny DeVito        | USA                                     | Jack Nicholson                                       |
| Der junge Werther                       | Jacques Doillon     | Frankreich                              |                                                      |
| Kærlighedens smerte                     | Nils Malmros        | Dänemark                                |                                                      |
| Die kleine Apokalypse                   | Costa-Gavras        | Frankreich, Italien, Polen              | André Dussollier, Pierre Arditi, Jiří Menzel         |
| Life According to Agfa – Nachtaufnahmen | Assi Dajan          | Israel                                  | Gila Almagor                                         |
| Love Field – Liebe ohne Grenzen         | Jonathan Kaplan     | USA                                     | Michelle Pfeiffer                                    |
| Malcolm X                               | Spike Lee           | USA                                     | Denzel Washington, Angela Bassett                    |
| Die Russlandaffäre                      | Morten Arnfred      | Dänemark                                |                                                      |
| Samba Traoré                            | Idrissa Ouédraogo   | Burkina Faso, Deutschland, Ghana, GB    |                                                      |
| Sankofa                                 | Haile Gerima        | Burkina Faso, Frankreich, Schweiz       |                                                      |
| Die Sonne der Wachenden                 | Ternur Babluani     | Georgien                                |                                                      |
| Telefrafisten                           | Erik Gustavson      | Norwegen, Dänemark                      |                                                      |
| Toys                                    | Barry Levinson      | USA                                     | Robin Williams, Michael Gambon, Joan Cusack          |
| Wir können auch anders …                | Detlev Buck         | Deutschland                             | Joachim Król, Horst Krause, Sophie Rois              |
| Der Zementgarten                        | Andrew Birkin       | Frankreich, Deutschland, Großbritannien | Charlotte Gainsbourg                                 |

## Internationale Jury
Die Wettbewerbspreise wurde von einer internationalen Jury in folgender Besetzung ausgewählt: Frank Beyer, Juan Antonio Bardem, Michel Boujut, Francois Duplat, Katinka Farago, Krystyna Janda, Naum Ichiljewitsch Kleiman, Brock Peters, Susan Strasberg, Johanna ter Steege und Zhang Yimou.

## Preisträger

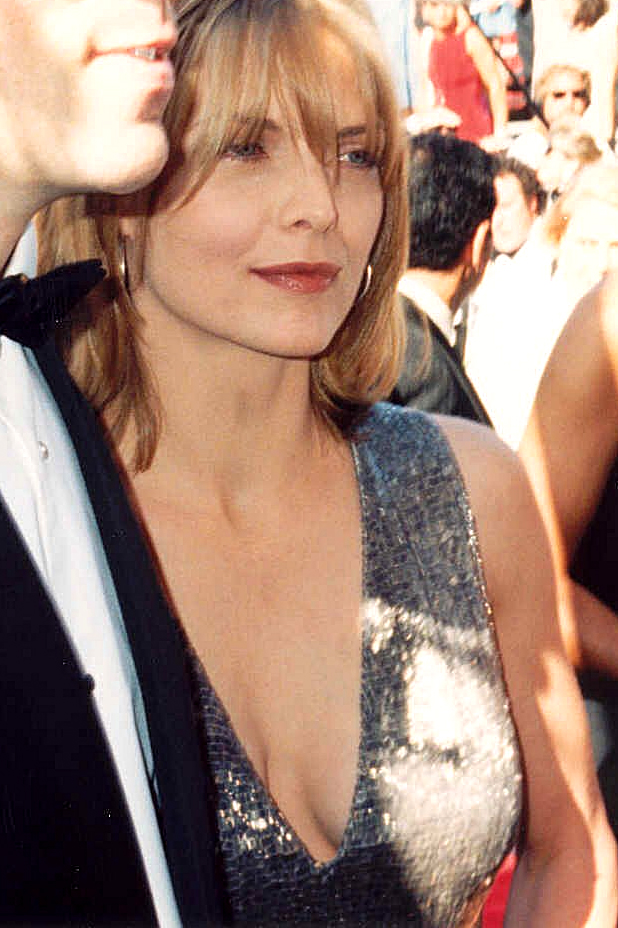
Michelle Pfeiffer (1994)

- Goldener Bär: Die Frauen vom See der duftenden Seelen und Das Hochzeitsbankett
- Silberne Bären:
  - Spezialpreis der Jury: Emir Kusturica für Arizona Dream
  - Beste Regie: Andrew Birkin für Der Zementgarten
  - Beste Schauspielerin: Michelle Pfeiffer in Love Field – Liebe ohne Grenzen
  - Bester Schauspieler: Denzel Washington in Malcolm X

## Goldener Ehrenbär
Den Goldenen Ehrenbären für ihr Lebenswerk erhielten Billy Wilder und Gregory Peck. Beiden wurde eine Hommage mit ihren besten Filmen gewidmet.

## Weitere Preise
- „Berlinale Kamera“: Victoria Abril, Juliette Binoche, Gong Li, Corinna Harfouch, Johanna ter Steege
- Teddy Award: Wittgenstein von Derek Jarman (Spielfilm), Sex is … von Marc Huestis und Silverlake Life: The View from Here von Peter Friedman und Tom Joslin
- Preis der Ökumenischen Jury (Wettbewerb): Der junge Werther von Jacques Doillon
- Preis der Ökumenischen Jury (Forum): Der Walzer auf der Petschora von Lana Gogoberidse
- Blauer Engel: Der junge Werther von Jacques Doillon
- Wolfgang-Staudte-Preis: Laws of Gravity von Nick Gomez
- Caligari Filmpreis (Forum): Das Land der Pfirsichblüte von Stan Lai
- Friedensfilmpreis der Heinrich-Böll-Stiftung: Madame L’Eau von Jean Rouch

## Sektion Panorama
Da Manfred Salzgeber an AIDS erkrankt war, war erstmals Wieland Speck für die Sektion Panorama allein verantwortlich. Im Programm wurden unter anderem folgende Filme gezeigt:
- Abgeschminkt! – Regie: Katja von Garnier
- Ein ganz normaler Held – Regie: Stephen Frears
- Boomtown – Regie: Christoph Schrewe
- Das Auge des Taifun – Regie: Paulus Manker
- Memento – Regie: Jack Clayton
- Passion Fish – Regie: John Sayles
- Schwarzfahrer – Regie: Pepe Danquart
- Singles – Regie: Cameron Crowe
- Waterland – Regie: Stephen Gyllenhaal
- Wittgenstein – Regie: Derek Jarman